# Adeline Furst
Pour les articles homonymes, voir Furst.
Adeline Furst, née le 5 mars 1994,  est une nageuse française.

## Carrière
Adeline Furst est une nageuse française, spécialiste du demi-fond et de l'eau libre.
Après 11 années sous la houlette de Philippe Schweitzer, elle obtient de multiples sélections en Équipe de France Eau Libre, ainsi que deux titres de championne de France sur 1 500 mètres nage libre aux Championnats de France de natation en petit bassin 2016 et aux Championnats de France de natation en petit bassin 2017 , plusieurs médailles nationales et internationales en Eau Libre ainsi qu'en grand bassin.
Étudiante de l'université de Strasbourg, elle remporte la seule médaille française en natation de l'Universiade d'été de 2017 à Taipei, avec une troisième place dans l'épreuve du 10 km en eau libre ; elle avait terminé septième de l'épreuve à l'Universiade d'été de 2015 à Gwangju.
En décembre 2020, elle décroche son premier titre en grand bassin sur 1500m, lors des Championnats de France de Saint-Raphaël.
Integrant les études à son projet sportif, elle est actuellement étudiante à l'Université Jean Jaurès de Toulouse.